# Buchimgae
Le buchimgae (coréen : 부침개), ou crêpe coréenne, est un plat dans lequel des ingrédients divers sont frits et mélangés avec des œufs ou une pâte légère,,. Le terme buchimgae désigne, dans la cuisine coréenne, un ensemble de plats présentés sous forme de galette.

## Types debuchimgae
- Bindae-tteok
- Hobak-buchimgae
- Kimchi-buchimgae
- Jangtteok
- Jeon
- Memil-buchimgae